# 페이트 테스타로사
페이트 테스타로사(일본어: フェイト・テスタロッサ, Fate Testarossa)는 텔레비전 애니메이션 작품 《마법소녀 리리컬 나노하》시리즈의 등장하는 가공의 인물로 동시에 주인공 중 1명이다. 후에 린디 하라오운의 양녀가 되어 페이트 T (테스타로사) 하라오운이 된다. 담당 성우는 미즈키 나나이다.

## 주해
1. ↑  《A's》이후. 1기에서는 라이벌 캐릭터로 등장